# Taeromys taerae
Taeromys taerae is een knaagdier uit het geslacht Taeromys dat voorkomt in de hooglanden van het noordoostelijke deel van Celebes, op 600 tot 800 m hoogte.

## Naamgeving
T. taerae is de typesoort van Taeromys.
Taeromys tatei (Sody, 1941) is een synoniem van T. taerae gebaseerd op een beschrijving (holotype) van twee exemplaren van het dier. Voor de beschrijving (lectotype) van taerae is een van de twee exemplaren voorgesteld. De naam tatei was ook al eerder gebruikt voor een synoniem van Rattus hoffmanni. Daarom is de naam simpsoni voorgesteld voor het andere exemplaar. Tegenwoordig wordt die niet gezien als iets anders dan T. taerae zelf.